# 厚東氏
厚東氏（ことうし）は、日本の氏族のひとつ。長門を本拠とした豪族、長門守護。本姓は物部氏。支族として11代当主武時の三男を祖とする秋吉氏などがある。

## 概略
「厚東氏系図｣によると、物部守屋を祖とし、その末裔（まつえい）である武忠が棚井（現・山口県宇部市）に居館したのが始まりといわれる。なお、平安時代の長門守に物部宿弥本与という人物がおり、厚東氏はこの流れをくむと考えられる。
初期には厚狭郡東部を支配した在地武士であったが、徐々に勢力を広げていった。
治承・寿永の乱（源平合戦）において、初めは平氏方として一ノ谷の戦いに加わったが、後に源氏方に転じ、壇ノ浦の戦いでの軍功が認められ、厚東郡主となった。また、文永の役・弘安の役においては、鎌倉幕府の命令によって大内氏とともに出陣した。
元弘の変に際しての軍功が認められ、厚東武実は建武元年（1334年）長門守護に補せられ、その嫡子である厚東武村は豊前国企救郡を拝領した。この後、厚東義武までの四代が長門守護職の地位にあった。
17代厚東義武の時代、南朝方について周防守護職を得た大内氏との抗争が激化。大内氏による本格的な厚東氏攻略が始まり、延文3年/正平13年（1358年）1月2日、ついに本拠である霜降城を放棄し、続いて6月には長門の中心であった長府も失った、このため、義武は豊前国企救郡の領地へ逃げ延びた。
その後の大内氏による九州攻撃において、厚東義武は菊池武光の救助もあり、これを破り、大内氏と一時的な講和を結んだ。これによって長門は義武に返還されることとなり、霜降城へ戻ることができたものの、これ以降の厚東氏に関しての消息は途絶えており、この時期が厚東氏滅亡とされている。貞治元年/正平17年（1362年）、室町幕府に寝返った大内弘世が正式に長門守護職に補任されている。
厚東氏の没落の背景として藤井崇が以下のように解説している。
- 元弘の乱のとき、厚東武実は鎌倉幕府の劣勢をみるや、長門探題北条時直から離反してこれと戦い、その戦功で長門守護職に就いた。この事は豊田氏・岡部氏など北条氏に従っていた他の国人領主の反感を買い、彼らは大内氏が攻め込むとこれに従った。
- 観応2年/正平6年（1351年）に厚東武村が没し、2年後には後を継いだ武直も没している。この間に観応の擾乱が発生し、武直の後を継いだ義武は北朝―室町幕府（足利尊氏）を支持し、武村の弟の武藤は南朝―足利直冬を支持して家中が分裂した。
- 観応の擾乱において厚東武直・義武は室町幕府の九州探題である一色範氏とともに、九州にいた足利直冬や南朝方、これらを支持する菊池氏・大内氏などと戦うが、直冬を九州から追う事には成功したものの、一色範氏も南朝方によって九州を追われて長門に逃れており、室町幕府によって守護に任じられている厚東氏は一色範氏を九州へ復帰させるために九州の南朝方の戦いに追われていた。
- こうした軍事情勢は、長門国の内政にも影響し、社殿の再建を希望していた長門国の一宮である住吉神社と二宮である忌宮神社は期待していた保護を受けられず（特に忌宮神社の再建は幕府からも厚東義武に命令が下されていた）、これを不満に思った両社は大内氏の攻め込むとこれに内応した。

こうした事情によって戦いに追われた厚東氏は長門国内を掌握する余裕もないまま疲弊し、大内氏の侵攻を受けるとこれに耐え切れなかったとみられている。

## 歴代当主
- 初代 - 厚東武忠
- 2代 - 厚東武基
- 3代 - 厚東武道
- 4代 - 厚東武綱　白松大夫。
- 5代 - 厚東武仁
- 6代 - 厚東武晴　厚東小大夫。
- 7代 - 厚東武光
- 8代 - 厚東武景
- 9代 - 厚東武能　厚東小大夫。
- 10代 - 厚東武朝
- 11代 - 厚東武時
- 12代 - 厚東武政　四郎左衛門。
- 13代 - 厚東武仲
- 14代 - 厚東武実　長門守護。太郎。入道後、崇西と称す。
- 15代 - 厚東武村　長門守護。駿河守と称す。
- 16代 - 厚東武直
- 17代 - 厚東義武　（貞武?）長門守護。越後守と称す。